# T20 (americký tank)
Střední tank T20 byl prvním prototypem ze série středních tanků navržených Spojenými státy během druhé světové války jakožto nástupce středního tanku M4 Sherman. Konečným výsledkem tohoto vývoje byl tank T26E3, který byl standardizován jako M26 Pershing a nasazen ke konci druhé světové války. Byl to nejvyspělejší spojenecký tank, který bojoval na západní frontě.

## Návrh a vývoj
Téměř okamžitě poté co byl střední tank M4 Sherman standardizován, US Ordnance Department začala s vývojem jeho nástupce. V tuto dobu již tato organizace pracovala na návrhu těžce pancéřovaného pěchotního tanku, který měl využívat části tanku M4 a byl vyvíjen pro britskou armádu. Nový projekt byl odstartován 25. května 1942, jehož původní značení bylo M4X.
S počátkem vývoje tanku T20 US Ordnance Department vyvinula 3 typy středních tanků založených na návrhu tanku T20. Typ T20, T22 a T23. Hlavní rozdíl mezi typy T20, T22 a T23 byl výběr převodovky. Typ T20 využíval převodovku s hydrodynamickým měničem momentu, typ T22 využíval 5 rychlostní mechanickou převodovku podobnou převodovce v tanku M4 typ T23 využíval elektricky řízenou převodovku. U všech modelů byla převodovka přesunuta do zadní části tanku, což zkrátilo délku hnací hřídele. Špatné umístění hnací hřídele na tancích typu M3 a M4 mělo za následek zvýšení výšky vozidla díky výše umístěné věži.
S každým novým vzniklým prototypem tanku ze série T20 bylo navrženo a vyzkoušeno různé vybavení a doplňky tanku včetně nových podvozků tanku. Například v raných verzích tanku T20 byl použit nový podvozek na principu horizontálního spirálního pérování (HVSS), který byl později montován na tank M4A3 Sherman, zatímco pozdější typ T20E3 měl podvozek na principu torzních tyčí.

## Střední tank T20
Motor Ford GAN V8 s hydrodynamickým měničem momentu, převodovkou typu Hydra-matic a podvozkem s horizontálním spirálním pérováním, vybavený 76mm kanónem M1.
T20E1: Vybavený 75mm automatickým kanónem a horizontálním spirálním pérováním. Tato verze byla později zrušena a věž byla použita na tank T22E1.
T20E2: Vybavený 3palcovým dělem a odpružením pomocí torzních tyčí. Dokončeno jako T20E3.
T20E3: Vybavený 76mm kanónem a odpružením pomocí torzních tyčí.
Z výše uvedených byl vyroben pouze typ T20 a T20E3. Série T20 byla shledána jako nevhodný kandidát na pozemní boje z důvodu úniku oleje z převodovky a přehřívání motorů.

## Lehký tank T21
Nejednalo se přímo o vývoj spjatý s vývojem středních tanků ze série T20, ale podobou a vzhledem jsou si podobné. Tank T21 byl návrh tanku, který měl být nástupcem lehkých tanků M3 a M5 Stuart. Byl založen na trupu a podvozku středních tanků typu T20, ale jeho pancéřování bylo jen 30 mm. Byl osazen dělem ráže 76 mm a vážil 24 tun. Návrh byl připraven, ale tank byl shledán jako příliš těžký na zařazení do třídy lehkých tanků. Nakonec byl koncept tanku T21 nahrazen programem pro vývoj tanku T24, který byl později standardizován jako tank M24 Chaffee.

## Střední tank T22
Motor Ford GAN V8 s mechanickou převodovkou z tanku M4.
T22: Vybavený 76mm kanónem a podvozkem s horizontálním spirálním pérováním.
T22E1: Vybavený kanónem ráže 75mm s nabíjecím automatem a horizontálním spirálním pérováním.
T22E2: Vybavený 3palcovým dělem a odpružením pomocí torzních tyčí.
Byl vyroben pouze jeden prototyp tanku T22. Typ T22E1 byl původním tankem T22 s věží z typu T20E1. Typ T22E2 vybavený 3palcovým dělem a odpružením pomocí torzních tyčí nebyl nikdy vyroben. Úpravy a přesunutí převodovky přinesly značné problémy, které vedly ke zrušení programu pro vývoj tanků T22. Automatický kanón ráže 75 mm byl prvně otestován na tomto tanku, jehož maximální palebná rychlost byla 20 ran za minutu, nicméně v prosinci roku 1944 byl vývoj tohoto děla přerušen z důvodu jeho nespolehlivosti. K tomuto nedostatku taktéž přispěla nutnost výroby děl s vyšším kalibrem.

## Střední tank T23
Motor Ford GAN V8 s elektrickou převodovkou.
T23: Vybaven 76mm kanónem a vertikálním spirálním pérováním.
T23E3: Vybaven 76mm kanónem a odpružením pomocí torzních tyčí.
T23E4: Vybaven 76mm kanónem a horizontálním spirálním pérováním.
Taktéž jako typ T20 a T22, byl typ T23 s 75 mm automatickým kanónem a 3palcovým dělem plánován, ale nikdy nebyl zkonstruován. Typ T23 byl jako první z prototypů série T20, T22 a T23 zkonstruován s uspokojivým výsledkem výborné manévrovatelnosti. Návrh a vývoj tanku byl v květnu roku 1943 označen jako „limitovaná edice“ a bylo objednáno 250 kusů tanků typu T23, nicméně jeho návrh nebyl nikdy standardizován a tank T23 nebyl nikdy použit v přední línii. Vyrobené modely vybavené věží T80 byly později využity jako modifikovaná forma tanku M4 s lepším dělem. Tank T23 nebyl nikdy poslán do služby, částečně z důvodu nevyzkoušeného systému převodovky a částečně z důvodu špatného rozložení váhy tanku. Při pokusu napravit tyto nedostatky byl objednán nový typ T23E3 s odpružením pomocí torzních tyčí a typ T23E4 s horizontálním spirálním pérováním. Návrh typu T23E4 byl přerušen před dokončením, ale typ T23E3 byl dokončen a odpružení pomocí torzních tyčí snížilo zátěž tanku o 20 % v porovnání s typem T23.

## Střední tank T25
T25: Vybaven 90mm kanónem T7 a horizontálním spirálním pérováním.
T25E1: Vybaven 90mm kanónem M3 a horizontálním spirálním pérováním.

## Střední tank 26, později M26 Pershing
T26: Vybaven 90mm kanónem M3 a odpružením pomocí torzních tyčí.
T26E1: Vybaven 90mm kanónem M3 a odpružením pomocí torzních tyčí.
T26E2 / M45: Vybaven 105mm houfnicí M4 a odpružením pomocí torzních tyčí.
T26E3 / M26 Pershing: Vybaven 90mm kanónem M3 a odpružením pomocí torzních tyčí.
T26E4 Super Pershing: Vybaven 90mm kanónem T15E1 nebo T15E2 a odpružením pomocí torzních tyčí.
T26E5: Vybaven 90mm kanónem M3 a odpružením pomocí torzních tyčí.

## Střední tank M27
S jejich 76mm kanóny, odpružením pomocí torzních tyčí a nízkým profilem tanku byly typy T20E3 a T23E3 srovnatelné s ruským tankem T-34-85, který měl 85mm kanón. Oproti těmto návrhům se stal tank M4 Sherman zastaralým a Ordnance Department požadovala, aby byly tanky typu T20E3 a T23E3 standardizovány jako M27 a M27B1. Požadavek byl ale odmítnut a tyto tanky se nikdy nezačaly masově vyrábět.